# Willie Waddell
William Waddell (7 de març de 1921 - 14 d'octubre de 1992) fou un futbolista escocès de la dècada de 1940 i entrenador.
Fou internacional amb la selecció d'Escòcia. Pel que fa a clubs, defensà els colors de Rangers FC durant tota la seva carrera professional.
Com a entrenador dirigí el Kilmarnock des de 1957 i el Rangers de 1969. Amb el Rangers guanyà la Recopa d'Europa de 1972.

## Palmarès
Jugador
Rangers
- Lliga escocesa de futbol: 1938-39, 1946-47, 1948-49, 1952-53
- Copa escocesa de futbol: 1948-49, 1952-53

Entrenador
Kilmarnock
- Lliga escocesa de futbol: 1964-65

Rangers
- Copa de la Lliga escocesa de futbol: 1970-71
- Recopa d'Europa de futbol: 1971-72